# Arraga
Arraga är en kommunhuvudort i Argentina.   Den ligger i provinsen Santiago del Estero, i den norra delen av landet, 900 kilometer nordväst om huvudstaden Buenos Aires. Arraga ligger 169 meter över havet och antalet invånare är 903.
Terrängen runt Arraga är platt, och sluttar österut. Runt Arraga är det mycket glesbefolkat, med 7 invånare per kvadratkilometer.. Närmaste större samhälle är Nueva Francia, 14,7 kilometer söder om Arraga.
Trakten runt Arraga består i huvudsak av gräsmarker.